# Vitkronad frötangara
Vitkronad frötangara (Sporophila lineola) är en fågel i familjen tangaror inom ordningen tättingar.

## Utseende
Vitkronad frötangara är en mycket liten finkliknande fågel med en kort och knubbig näbb. Hanen är mestadels svart med vitt på buken, på hjässan och i ett mustaschstreck. Honan är färglöst enfärgad brun. 

## Utbredning och systematik
Fågeln häckar i nordöstra Brasilien och flyttar till Venezuela och Guyana samt nordöstra amazonska Brasilien. Den häckar också från södra Bolivia till södra Brasilien söderut till Paraguay och norra Argentina. Den populationen flyttar till Amazonområdet. I vissa områden är det oklart om den är stann- eller flyttfågel.

### Familjetillhörighet
Liksom andra finkliknande tangaror placerades denna art tidigare i familjen Emberizidae. Genetiska studier visar dock att den är en del av tangarorna.

## Levnadssätt
Vitkronad frötangara hittas i gräsmarker och buskiga områden. Den ses ofta i stora flockar, framför allt under flyttningen.

## Bilder

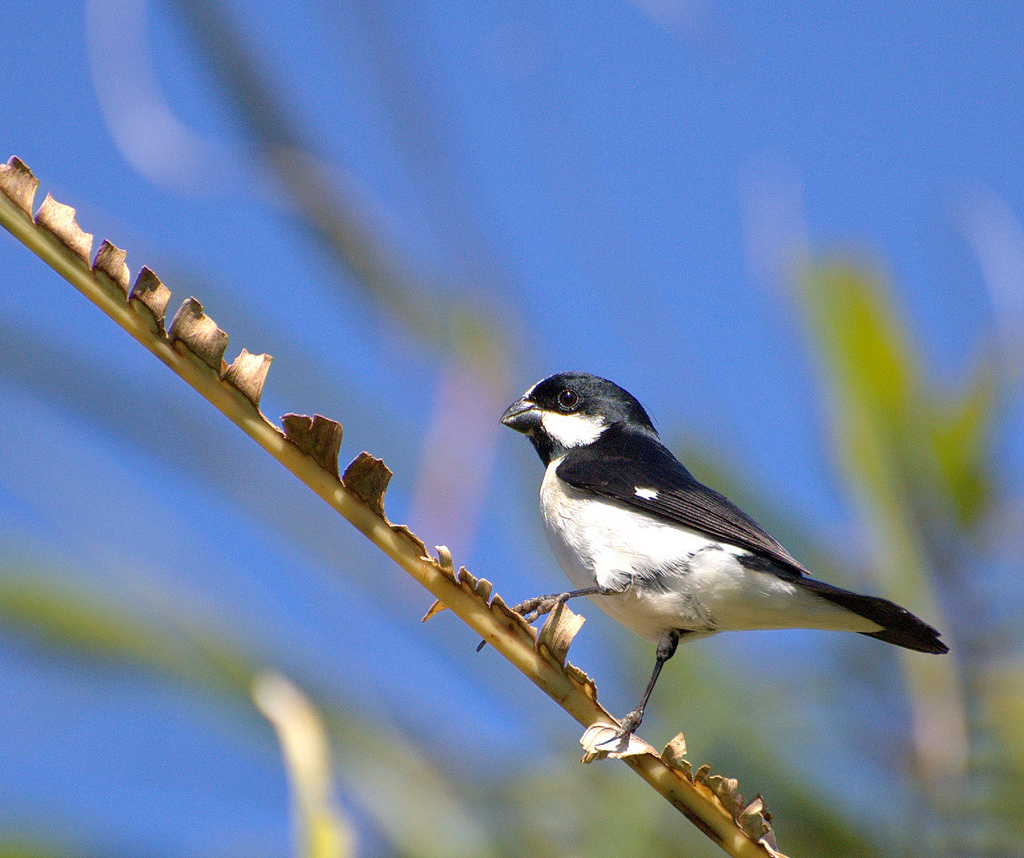
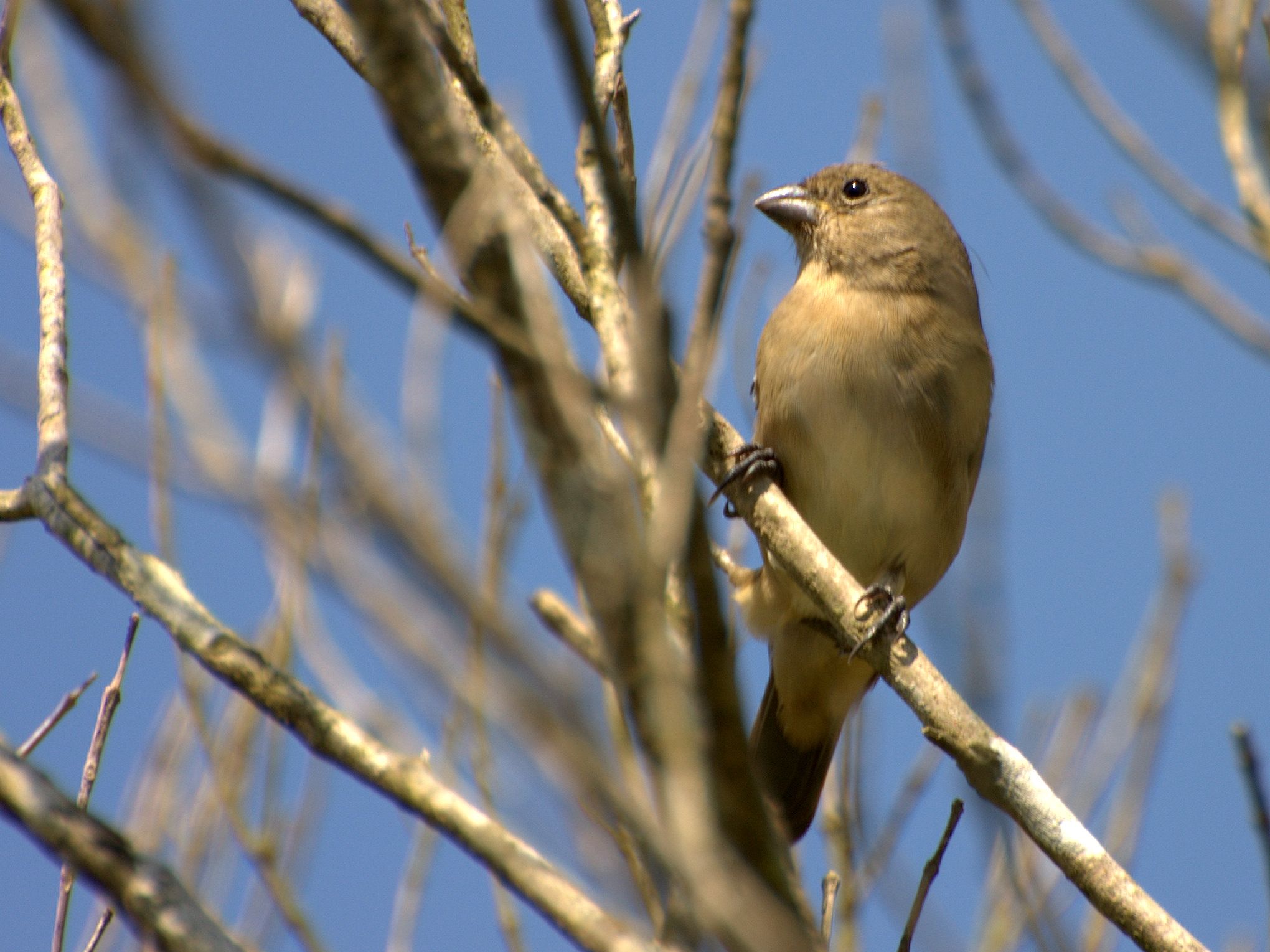

## Status
Arten har ett stort utbredningsområde och beståndet anses vara stabilt. Internationella naturvårdsunionen IUCN listar den därför som livskraftig (LC).